# 新塞利夫卡 (切爾尼希夫區)
51°31′54″N 31°23′12″E / 51.53167°N 31.38667°E

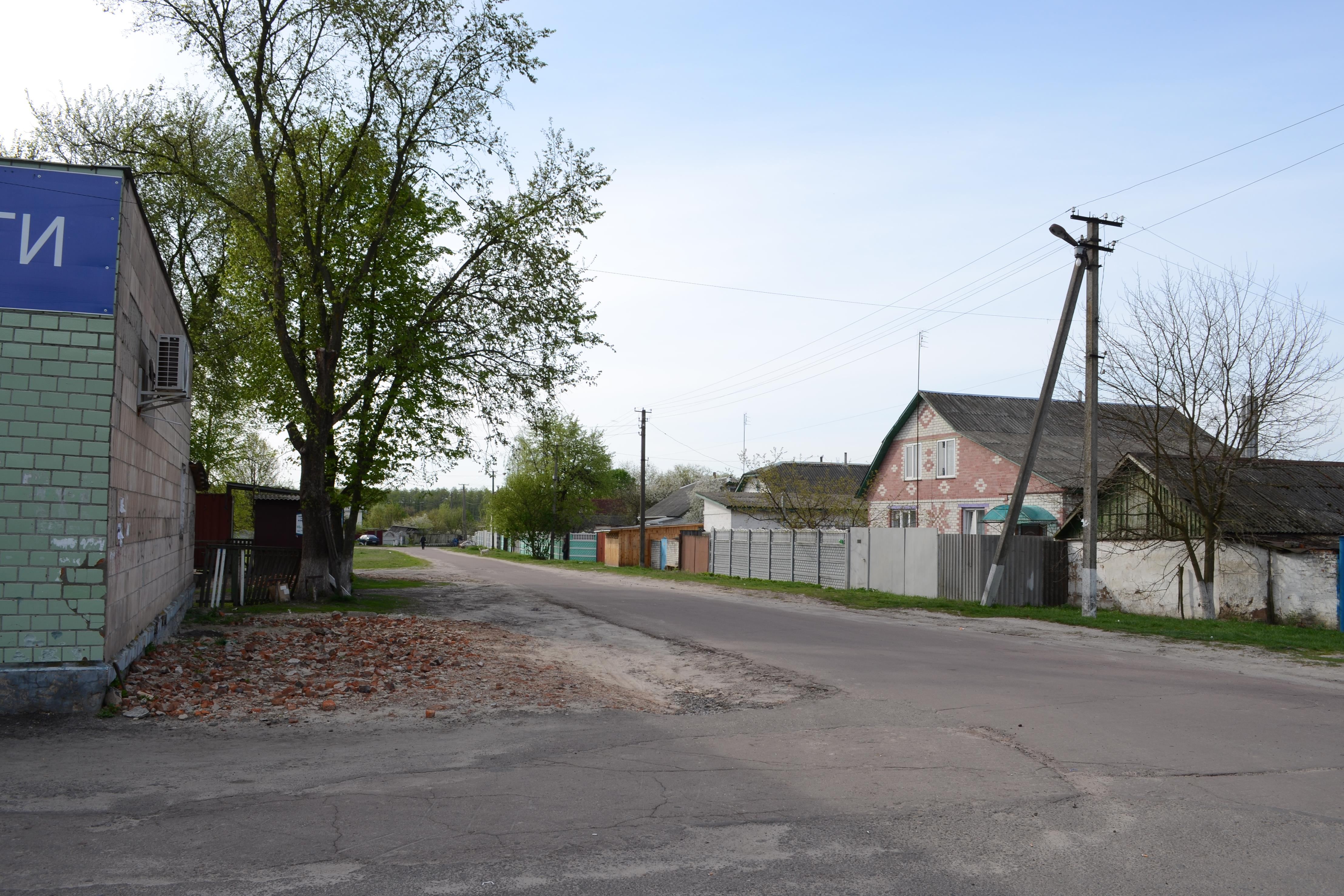

新塞利夫卡（烏克蘭語：Новоселівка）是位於烏克蘭北部的村莊，由切爾尼戈夫州切爾尼希夫區的基塞利夫卡市镇負責管轄。該村始建於1704年，面積3.65平方公里，海拔高度111米，2001年人口766，人口密度每平方公里209.9人。